# NS 5800
De serie NS 5800 was een serie tenderlocomotieven met de asindeling 2'B'2 van de Nederlandse Spoorwegen (NS). De locomotieven werden gebouwd door Werkspoor.

## NS 5801 - 5805 / HSM 801 - 805
In 1914 een jaar nadat de HSM de laatste locomotieven van de serie NS 5700 in dienst had genomen werden de serie 801-805 afgeleverd aan de HSM (Later ongenummerd naar de serie NS 5801 - 5805). Deze serie locomotieven woog ruim 12 ton zwaarder dan de serie 771 van de HSM. Deze locomotieven werden in dienst genomen om de boottreinen van Haarlem naar Enkhuizen en v.v. te vervoeren. Later reden ze ook de forensentreinen van Haarlem en Hilversum naar Amsterdam.

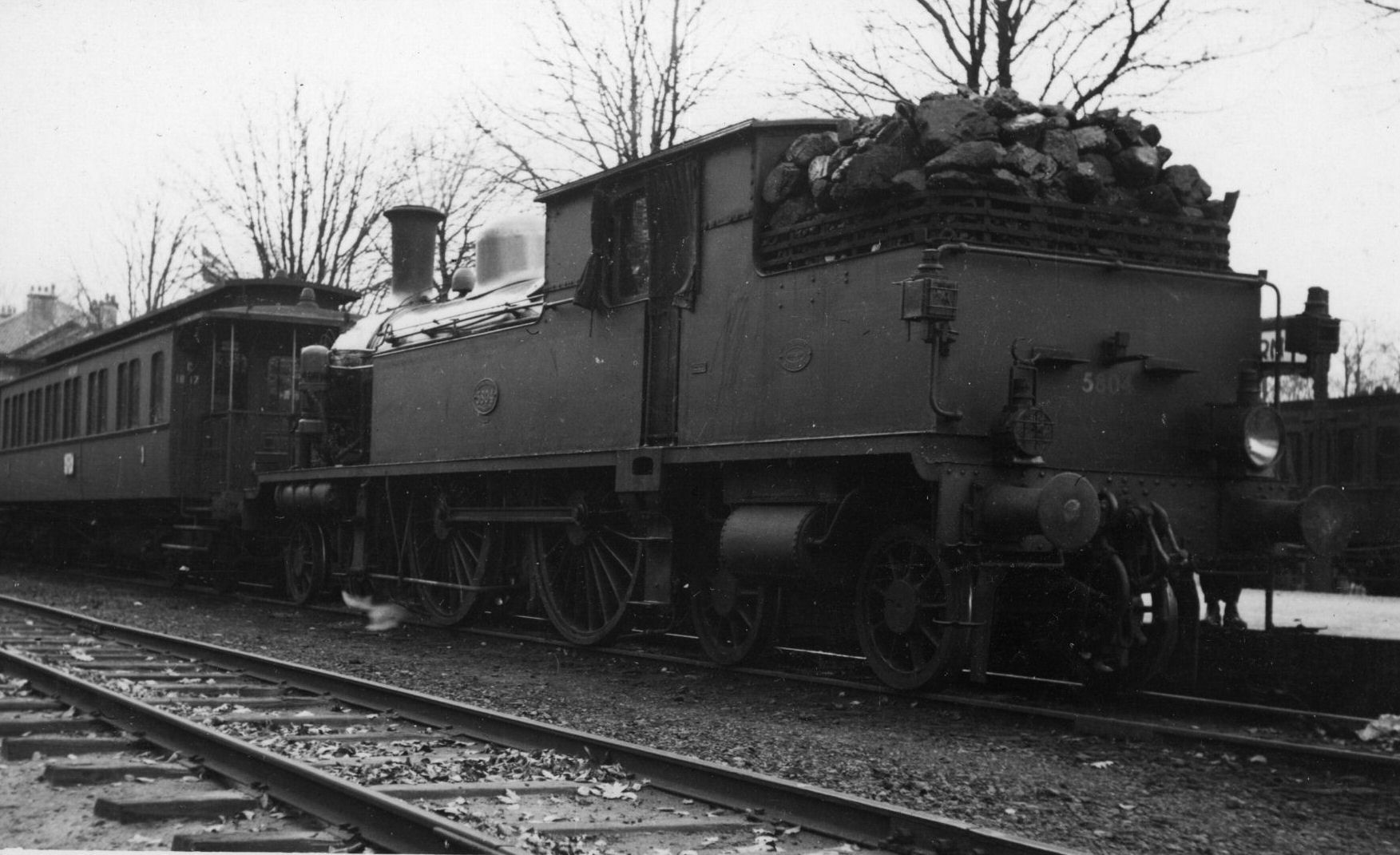
NS 5804 met lokaaltrein 3726 naar Utrecht op het station van Baarn (Februari 1938)

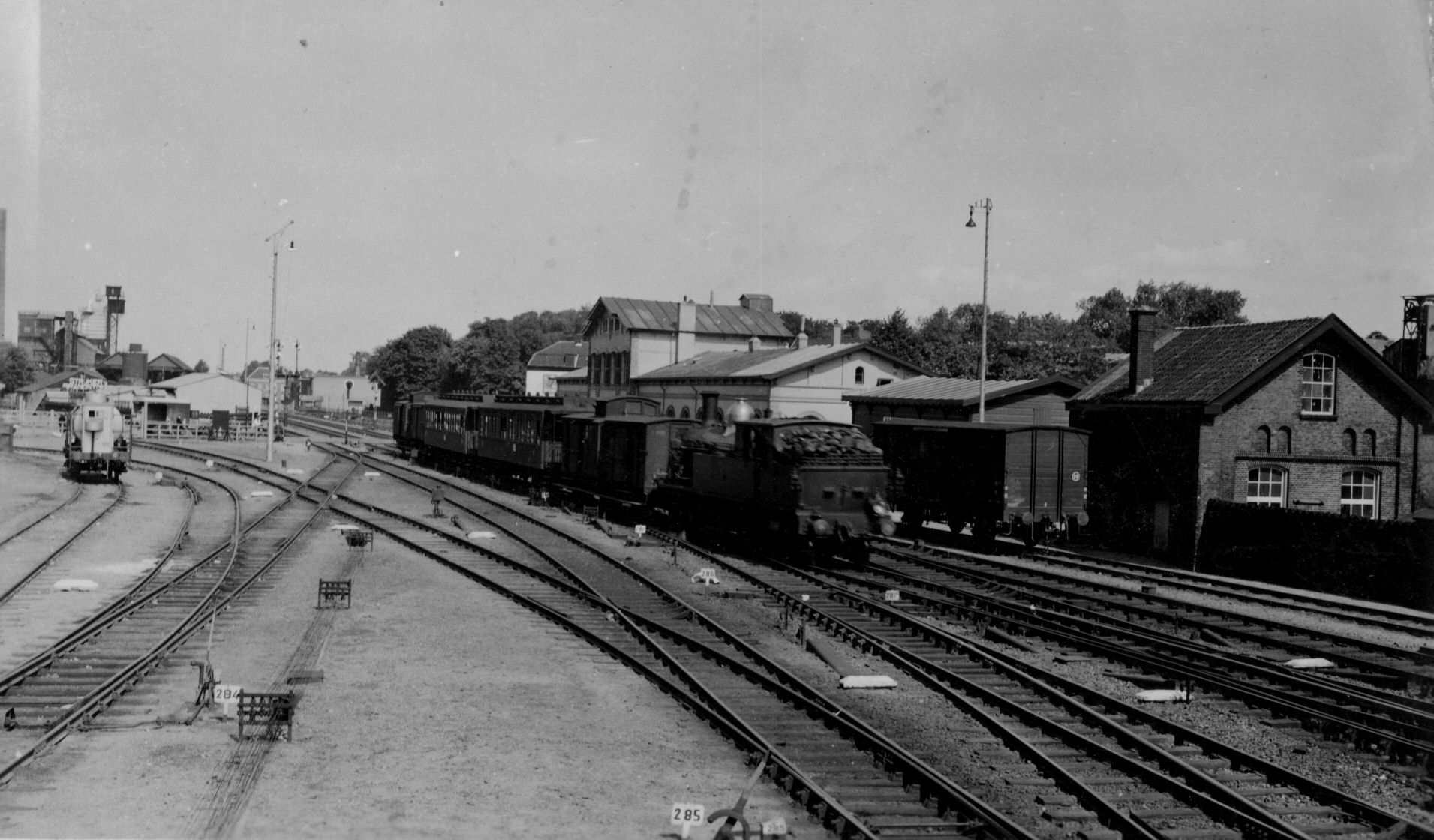
NS 5800 met lokaaltrein te Amersfoort. (17-08-1939)

Vergeleken met de serie 771 hadden deze locomotieven een oververhitter, grotere cilinders en grotere drijfwielen meer ruimte voor kolen en een grotere water capaciteit. De ketels, cilinders en het drijfwerk van deze locomotieven waren gelijk aan de serie NS 1900 (HSM Serie 412-460).
Vier van deze machines keerden na de oorlog uit Duitsland terug met aanzienlijke schade. Deze machine hebben tot hun buitendien stelling in 1947 geen dienst meer gedaan. De laatste 2 werden in 1951 afgevoerd.

## NS 5806 - 5812 / HSM 806 - 812
In 1915 geleverd aan de HSM. De laatste locomotieven waren gelijk aan de eerder bestelde locomotieven aan wat hoofdafmetingen betreft. Maar toch waren er verschillen te vinden op de latere locomotieven zoals de ketels (met dom en veiligheidskleppen) beide verschillend. Ook zijn het machinistenhuis en kolenbunker van het systeem Coale. De veiligheidskleppen waren van het type flap veiligheidskleppen van het Coale systeem. Op de dom was geen veiligheid aangebracht, omdat de wet het toen niet meer voorschreef.
Om tijd te besparen tijdens een revisie verliet de locomotief de werkplaats wel eens met een andere ketel deze waren onderlangs met de eerdere locomotieven 5801- 5805 te verwisselen maar ook met de serie NS 1900 (HSM Serie 412-460).
In de jaren 1949-1951 werden deze machines buiten dienst gesteld.

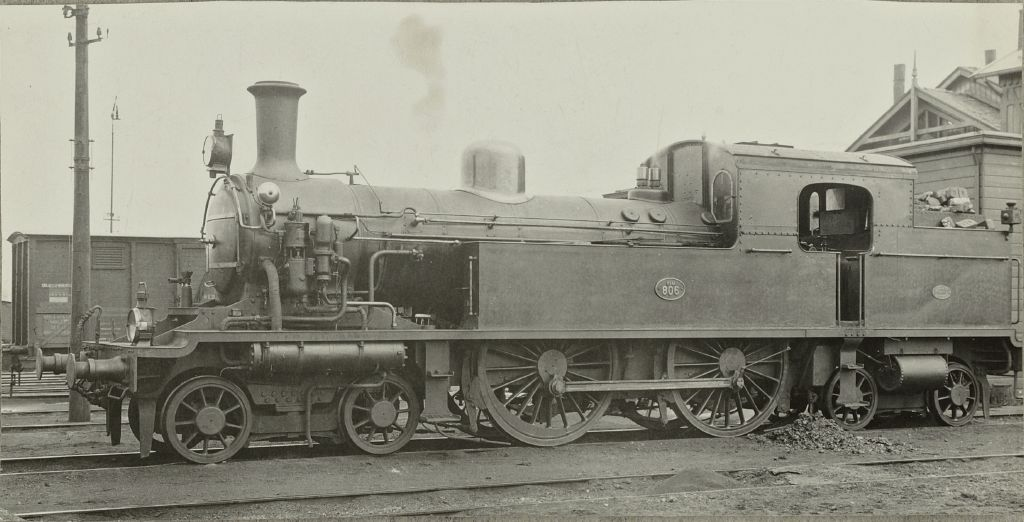
NS 5606 - HSM 806